# Joshua Orpin
Joshua Orpin (Melbourne, Vitória, Austrália, 15 de abril 1994) é um ator australiano.
Ele é conhecido por interpretar o clone génético do Super-Homem e Lex Luthor, Conner Kent / Superboy na série do Universo DC Titans.

## Biografia
Joshua Orpin nasceu em Melbourne, na Austrália, onde começou sua carreira de ator, onde tempos depois ficou conhecido por ter começado a aparecer na série Titans sobre a equipa dos Jovens Titãs onde interpreta Conner Kent / Superboy.

## Filmografia

### Cinema
- 2017 : The Neon Spectrum : Axel
- 2019 : Highest Point : Damien

### Televisão
- 2018 : The Doctor Blake Mysteries : o policial Peter Crowe
- 2019 : Preacher : o estudante inseguro
- 2019 : Upright : Matty
- 2019-atualmente : Titans : Sujeito 13 / Conner Kent / Superboy
- 2021 : Love Me : Kai

### Curta-metragem
- 2017 : Dark Horses : Groom
- 2017 : You, Me & Karen : Gus
- 2018 : Getting Ready : Michael
- 2020 : Mother Dearest : A traineira